# Морелл, Майкл
Майкл Джозеф Морелл (англ. Michael Joseph Morell; род. 4 сентября 1958, Кайахога-Фолс, Огайо, США) — деятель спецслужб США, трижды занимал пост и. о. директора Центрального разведывательного управления (2011, 2012—2013, 2017).

## Биография
Получил степень бакалавра экономики Акронского университета (1980) и степень магистра экономики Джорджтаунского университета (1984).
В 1980 году поступил на службу в ЦРУ. Начал службу как аналитик по отслеживанию международных проблем в сфере энергетики, затем в течение 14 лет работал в качестве аналитика и руководителя отдела стран Восточной Азии.
В 1996—1998 годах начальник штаба по ежедневному президентскому резюме (англ. Chief of President's Daily Brief Staff, а с 1998 по 1999 год являлся исполнительным помощником директора ЦРУ.
С 1999 года — начальник отдела исследований Азиатско-Тихоокеанского региона и Латинской Америки в Разведывательном директорате. Затем, в период с 2003 по 2006 год работал за границей. По возвращении на родину в течение трёх месяцев являлся заместителем директора по разведке Национального контртеррористического центра США.
С июля 2006 года по 5 мая 2008 года — помощник первого заместителя директора ЦРУ, затем с 5 мая 2008 года по 6 мая 2010 года директор по разведке ЦРУ.
14 апреля 2010 года назначен первым заместителем директора ЦРУ. Вступил в должность 6 мая 2010 года. В этой должности дважды исполнял обязанности директора ЦРУ — с июля по сентябрь 2011 года, и с ноября 2012 по март 2013 года.
12 июня 2013 года официально заявил о своём уходе с занимаемого поста 9 августа по семейным причинам.
В августе 2013 года вошёл в состав комиссии по надзору за АНБ (англ. Review Group on Intelligence and Communications Technology).
В августе 2016 года, во время президентской кампании в США, Майкл Морелл, ранее не высказывавший публично своих политических предпочтений, в колонке для The New York Times назвал одного из двух ведущих кандидатов на пост президента — Д. Трампа от республиканцев — «невольным агентом Российской Федерации, нанятым Путиным». Тогда же в телевизионном ток-шоу Чарли Роуза заявил, что США следует скрытно убивать россиян и иранцев в Сирии, чтобы «заставить их платить по счетам».